# S’Alqueria Blanca
S’Alqueria Blanca (auch: L'Alqueria Blanca) ist ein Dorf und Teil der Gemeinde Santanyí, die wiederum eine von 53 selbständigen Gemeinden auf der balearischen Mittelmeerinsel Mallorca ist. Das Dorf liegt im Südosten der Insel und grenzt im Nordosten an das Dorf Calonge, etwas weiter im Süden befindet sich der Parc natural de Mondragó und im Südwesten der Hauptort der Region, Santanyí.

## Name
Der Name des Ortes leitet sich von Alquería (dt.: ländliche Siedlung) und Blanca für weiß ab – somit – weiße Siedlung auf dem Land. Das Präfix s‘ weist auf die maurische Vergangenheit der Besiedlung hin.

## Geographie, Lage und Sprache
Das Dorf s'Alqueria Blanca (etwa 100 msnm) befindet sich in einer leichten Hügellandschaft im äußersten Südosten Mallorcas und ist etwa 60 Kilometer von der Hauptstadt Palma entfernt und gut über das Straßennetz angebunden.
Das Dorf hat (2017) eine Einwohnerzahl von 939 Personen. Amtssprachen sind Katalanisch und Spanisch.
In einem großen Bogen quer durch das Dorf führt die von Santanyí nach Portopetro führende überregionalen Straße MA 19 und im Dorf selbst zweigt von der MA 19 die MA 4012 Richtung Calonge ab.
Wichtigster Wirtschaftszweig sind lokale Dienstleistungen.

## Sehenswürdigkeiten

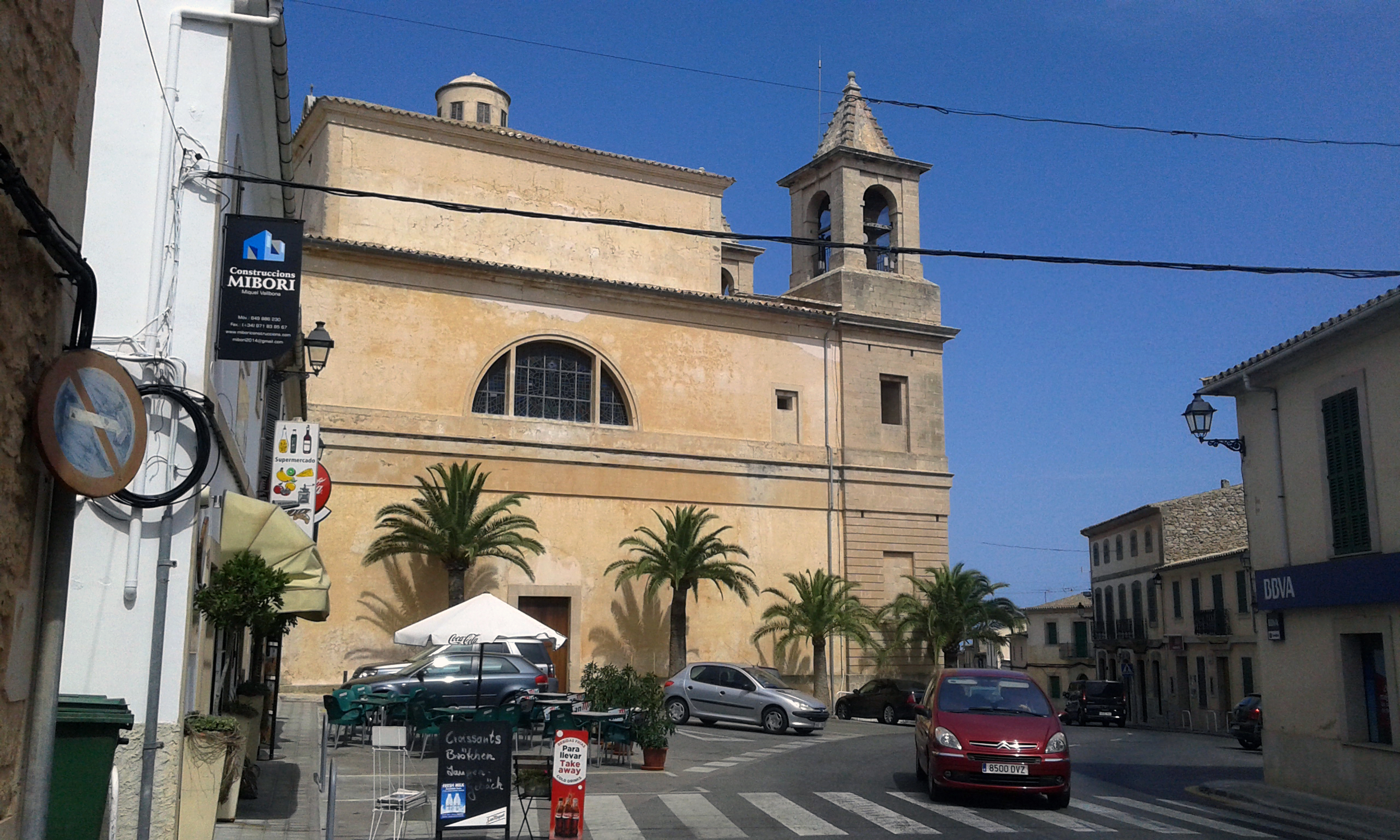
Pfarrkirche Heiliger Joseph (Sant Josep de s'Alqueria)

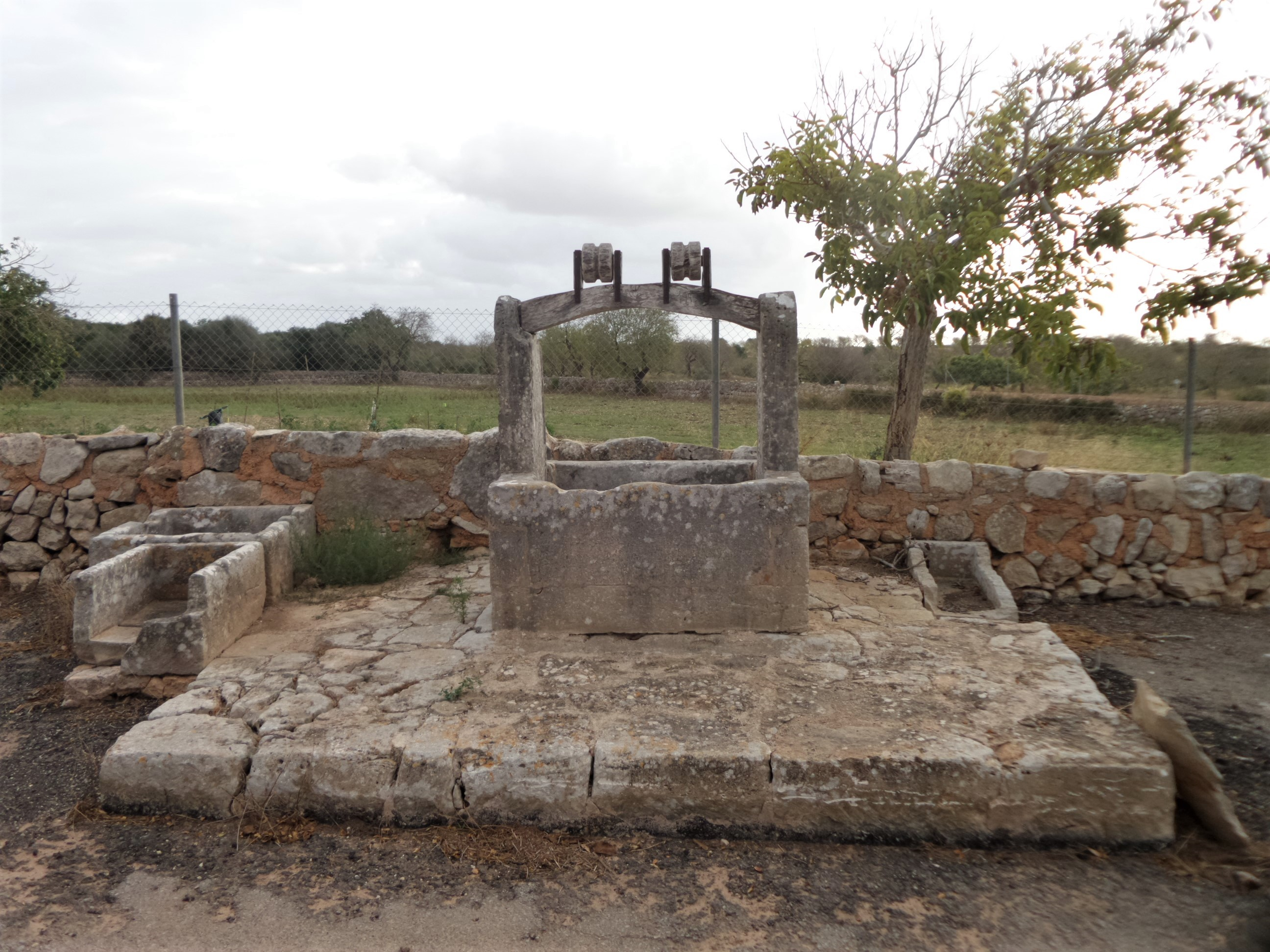
Pou Del Rei, historischer Brunnen

### Bauten
- Kirche Sant Josep de s'Alqueria (1863 eingeweiht).[3] Feierlichkeit zu Ehren des Schutzpatrons des Dorfes, des Heiligen Joseph, finden am 19. März statt.
- Pou Del Rei, historischer öffentlicher Brunnen, in der Cami de Pou del Rei
- Etwa 1,2 km Luftlinie außerhalb des Ortes befindet sich die historische Sehenswürdigkeit Santuari de la Consolacio mit einer im 16. Jahrhundert erbauten Kapelle mit Glockenturm einer Statue von Maria mit Kind sowie ein traditionell geschnitzter Altar.

### Strände
- Cala Mondragó
- Cala d’Or
- Portopetro

Siehe auch: Strände und Buchten auf Mallorca

### Sonstiges
- Puig gros (271 msnm), die zweitgrößte Erhebung im Gemeindegebiet von Santanyi, befindet sich etwa 1,6 km Luftlinie vom Dorf entfernt.

## Trivia
Im geographischen Viereck zwischen s'Alqueria Blanca, Calonge, Es Carritxó und Cas Concos befindet sich der Hamburger Hügel. Es ist dies keine offizielle Bezeichnung, sondern eine ironische Bezeichnung für ein Gebiet, in dem sich reiche deutsche Staatsbürger, vormals vor allem aus der Gegend um Hamburg niedergelassen haben. Der Anteil an deutschen Staatsbürgern beträgt in der Region Santanyí 12,9 %.